# 最后的审判 (梅姆林)

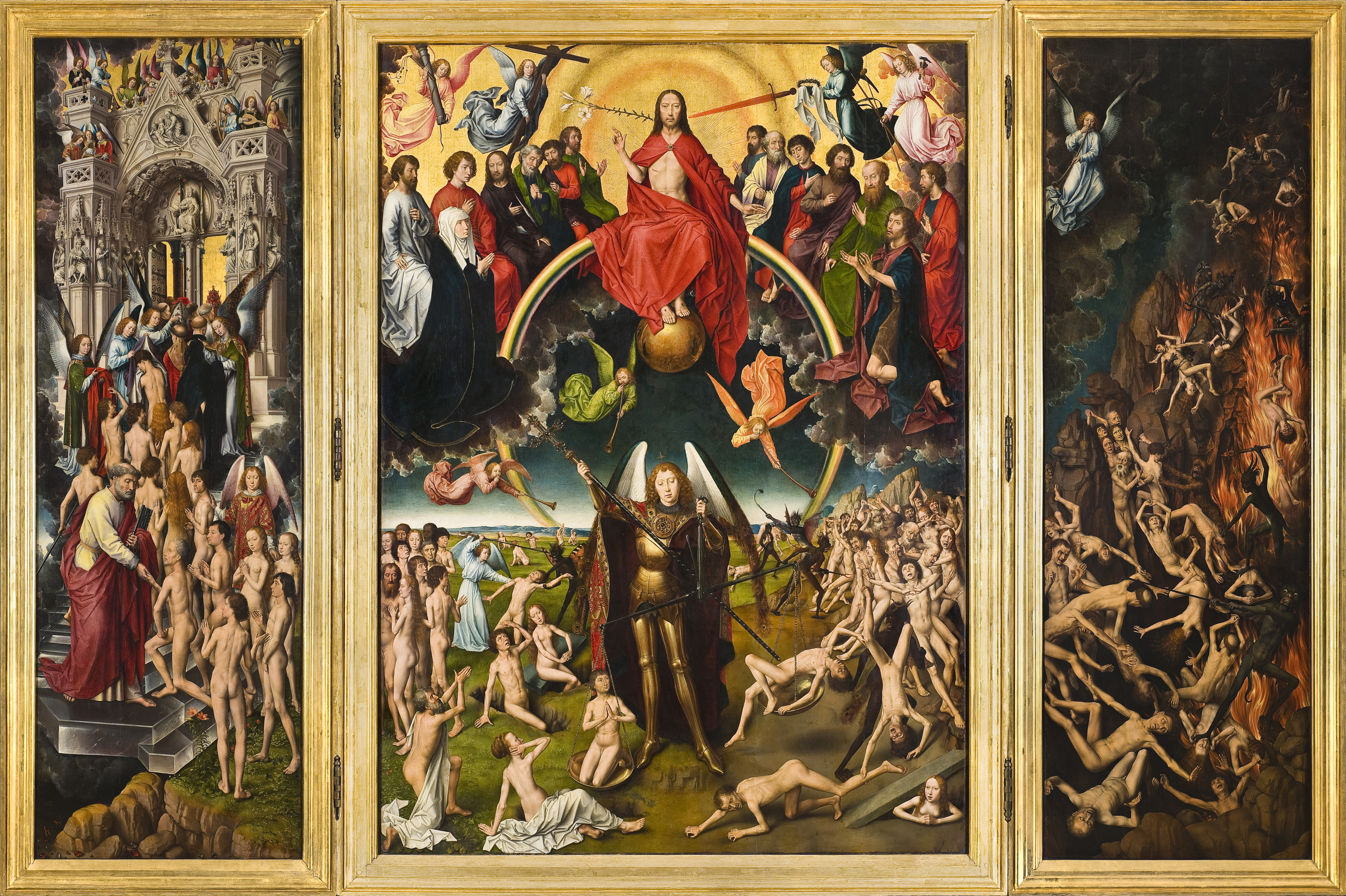
《最后的审判》,格但斯克國家博物館

《最后的审判》是佛兰芒画家汉斯·梅姆林 一幅三联画，绘制于 1467 至 1471 年，现藏于波兰格但斯克国家博物馆。订制者是美第奇家族在布鲁日的代理人安杰洛·塔尼 ，但在海上被来自但泽的私掠者保罗·贝内克俘获，此后有针对汉萨同盟的长期诉讼，要求将这幅画归还意大利。这幅画被放置在但泽的圣母升天圣殿， 20 世纪移至国家博物馆。